# 12-Stunden-Rennen von Sebring 1980

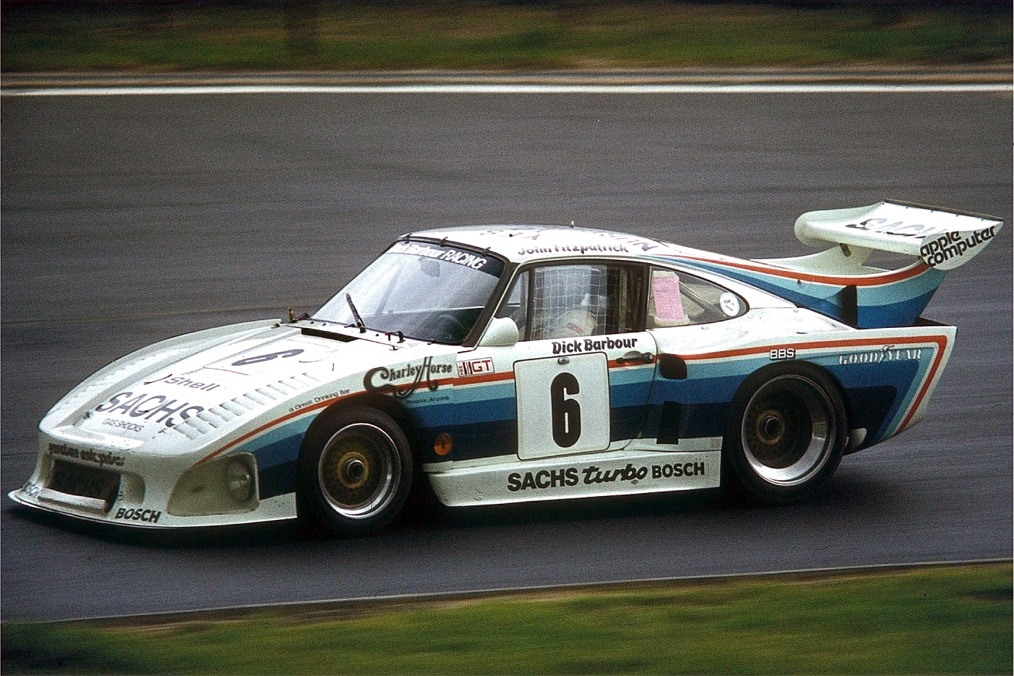
Der siegreiche Porsche 935K3 von John Fitzpatrick und Dick Barbour; hier beim 1000-km-Rennen auf dem Nürburgring im selben Jahr, wo Axel Plankenhorn der dritte Fahrer war

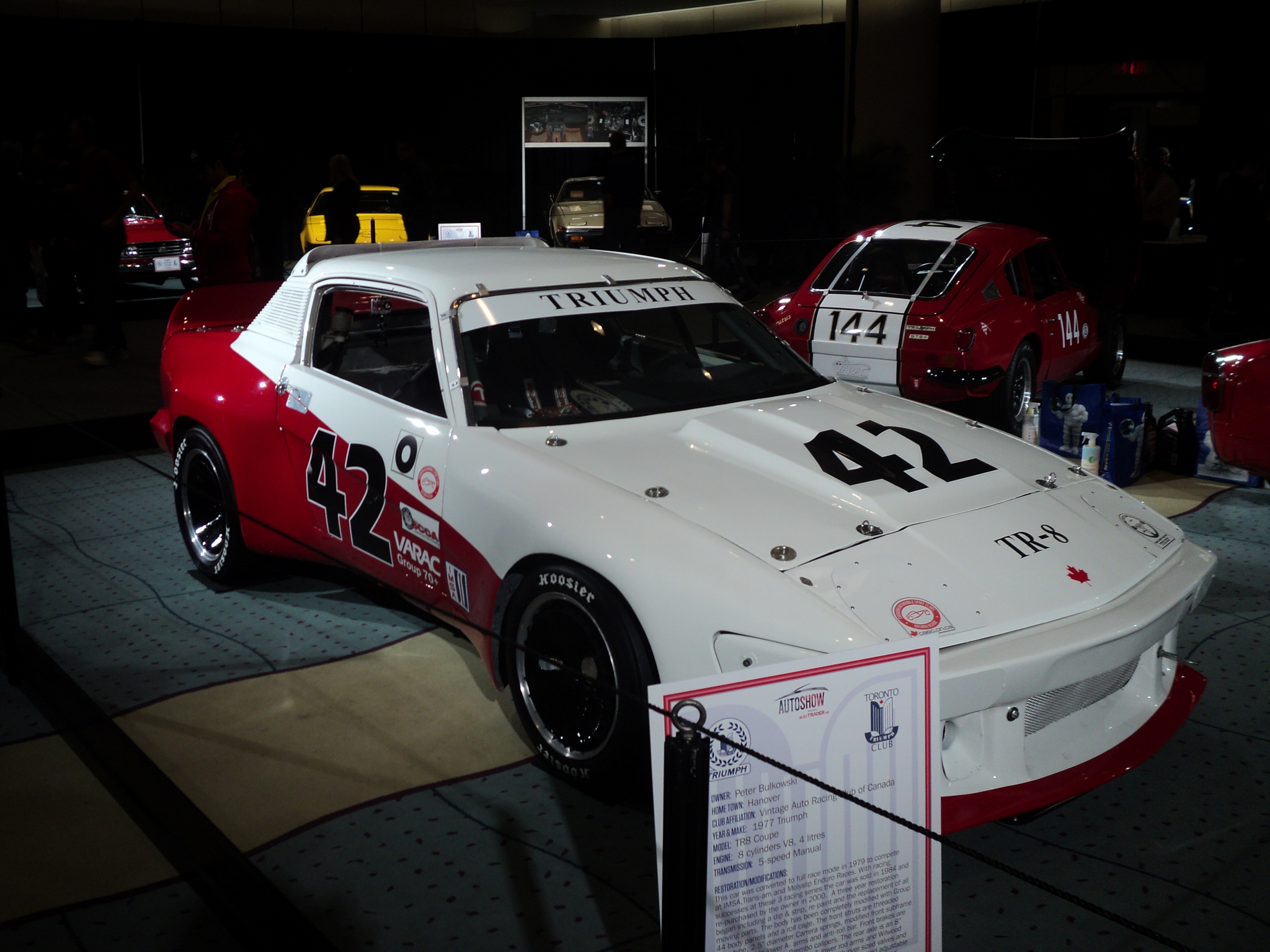
Triumph TR8

Das 28. 12-Stunden-Rennen von Sebring, auch Coca-Cola Twelve Hours of Sebring International Grand Prix of Endurance (28th Annual Coca-Cola 12 Hours of Sebring), Sebring Airport, fand am 22. März 1980 auf dem Sebring International Raceway statt und war der zweite Wertungslauf der IMSA-GT-Serie und der dritte der Sportwagen-Weltmeisterschaft dieses Jahres.

## Das Rennen
Das Rennen 1980 markierte die Rückkehr der Veranstaltung zum wichtigsten US-amerikanischen Sportwagenrennen. Nach fast einem Jahrzehnt der Agonie glänzte die 1980er-Ausgabe mit dem stärksten Starterfeld seit Beginn der 1970er-Jahre. Während die Veranstalter des 24-Stunden-Rennens von Daytona nach wie vor mit der mangelnden Akzeptanz der Zuschauer kämpften, kamen 1980 50.000 Personen zum Rennwochenende und verwandelten die Veranstaltung wieder zur großen Rennpartie wie in den 1950er- und 1960er-Jahren. Wie in den Jahren davor war auch in diesem Jahr Porsche die dominierende Marke in der GTX- und GTO-Klasse. Der Porsche 935 war auf dem Höhepunkt seiner Entwicklungsgeschichte angelangt.
Im Training fuhr John Fitzpatrick im Dick-Barbour-935 mit einer Zeit von 2:34,053 einen neuen Rundenrekord. Diese Rundenzeit entsprach einem Schnitt von 195,563 km/h. Überschattet war das Training jedoch von einem tödlichen Unfall. Es war der erste fatale Zwischenfall seit dem Katastrophenrennen 1966. Der aus Kuba emigrierte mehrmalige Sebring-Starter Manuel Quintana verlor bei einem Ausweichmanöver die Herrschaft über seinen Porsche 911. Der Porsche überschlug sich mehrmals und blieb auf dem Dach liegen. Quintana wurde mit schweren Verletzungen in das Highlands Memorial Hospital gefahren. Er starb während des Transports an seinen schweren Kopfverletzungen und wurde kurz nach der Ankunft für tot erklärt.
Die ersten drei Rennstunden waren geprägt vom Duell zwischen dem Dick-Barbour-Porsche und dem Bayside-Disposal-Racing-935 von Peter Gregg, Hurley Haywood und Bruce Leven, ehe dieser Wagen wegen Kupplungsproblemen zurückfiel. Ab dann war der Weg frei für den klaren Sieg von Fitzpatrick und Barbour mit einem Vorsprung von drei Runden auf einen weiteren 935, der von Ted Field und Danny Ongais gefahren wurde.

## Ergebnisse

### Schlussklassement
| 1                  | GTX | 6  | Dick Barbour Racing           | John Fitzpatrick Dick Barbour                         | Porsche 935K3            | 253 |
| 2                  | GTX | 0  | Interscope Racing             | Ted Field Danny Ongais                                | Porsche 935K3/80         | 250 |
| 3                  | GTX | 93 | Whittington Bros.             | Don Whittington Bill Whittington Dale Whittington     | Porsche 935K3            | 247 |
| 4                  | GTX | 09 | Thunderbird Swap Shop         | John Paul senior Preston Henn Al Holbert              | Porsche 935K3            | 239 |
| 5                  | GTX | 05 | Mendez Woods Akin             | Bob Akin Roy Woods Skeeter McKitterick                | Porsche 935K3            | 232 |
| 6                  | GTO | 44 | Group 44                      | Bob Tullius Bill Adam                                 | Triumph TR8              | 230 |
| 7                  | GTX | 9  | Dick Barbour Racing           | Bob Garretson Bobby Rahal Kees Nierop                 | Porsche 935K3            | 227 |
| 8                  | GTX | 07 | Ludwig Heimrath               | Ludwig Heimrath senior Johnny Rutherford Carlos Moran | Porsche 935              | 224 |
| 9                  | GTU | 77 | Mandeville Racing             | Roger Mandeville Jim Downing Brad Frisselle           | Mazda RX-7               | 222 |
| 10                 | GTX | 86 | Bayside Disposal Racing       | Peter Gregg Hurley Haywood Bruce Leven                | Porsche 935/77A          | 220 |
| 11                 | GTO | 03 | Toyota Village                | Werner Frank James Brolin                             | Porsche 934              | 213 |
| 12                 | GTO | 92 | Framm Promotions              | Roger Schramm Rudy Bartling                           | Porsche Carrera RSR      | 213 |
| 13                 | GTU | 95 | Mike Ramirez                  | Mike Ramirez Manuel Villa Luis Gordillo               | Porsche 911              | 212 |
| 14                 | GTU | 96 | NTS Racing                    | Sam Posey George Alderman Fred Stiff                  | Datsun 240Z              | 211 |
| 15                 | GTO | 37 | Botero Racing                 | Honorato Espinosa Jorge Cortes                        | Porsche Carrera          | 211 |
| 16                 | GTU | 81 | Trinity Racing                | Mark Welch Tom Winters Jim Cook                       | Mazda RX-7               | 210 |
| 17                 | GTU | 34 | Drolsom Racing                | George Drolsom Bill Johnson Rob Hoskins               | Porsche 911              | 206 |
| 18                 | GTO | 56 | Rick Borlase                  | Rick Borlase Don Kravig Michael Hammond               | Porsche 911              | 205 |
| 19                 | GTU | 22 | R & H Racing                  | Gary Hirsch Rainer Brezinka Peter Aschenbrenner       | Porsche 914/6            | 205 |
| 20                 | GTO | 98 | Van Every Racing              | Lance Van Every Ash Tisdelle                          | Porsche Carrera RSR      | 195 |
| 21                 | GTO | 90 | Bob’s Speed Products          | Bob Lee Rick Kump Jim Leo                             | AMC AMX                  | 191 |
| 22                 | GTU | 87 | Der Klaus Haus                | Klaus Bitterauf James Moxley Vicki Smith              | Porsche 911              | 185 |
| 23                 | GTU | 31 | Lopez Bros.                   | Juan Lopez Jose Arzeno                                | Porsche 911              | 179 |
| 24                 | GTO | 60 | Bill Ferran                   | Bill Ferran Rusty Bond Jack Refenning                 | Porsche Carrera RSR      | 172 |
| 25                 | GTX | 25 | Red Lobster Racing            | Dave Cowart Kenper Miller Derek Bell                  | BMW M1                   | 172 |
| 26                 | GTO | 49 | Tortilla Flats Racing         | Warwick Henderson Bob Copeman John Humphreys          | Porsche Carrera          | 166 |
| 27                 | GTU | 57 | Personalized Porsche          | Wayne Baker Jeff Scott Dan Gilliland                  | Porsche 914/4            | 163 |
| 28                 | GTU | 78 | Revolution Wheels             | Bruce Nesbitt Alan Johnson                            | Mazda RX-2               | 162 |
| 29                 | GTO | 99 | National Jets                 | Russ Boy Tom Hunt                                     | Chevrolet Corvette       | 160 |
| 30                 | GTU | 79 | Sports Ltd. Racing            | Bob Bergstrom Pat Bedard                              | Mazda RX-7               | 148 |
| 31                 | GTO | 84 | Bard Boand Racing             | Bard Boand Robert Kivela Ray Irwin                    | Chevrolet Corvette       | 140 |
| 32                 | GTX | 27 | Holley & LaGrow               | Kenneth LaGrow William Boyer Jack Turner              | Chevrolet Camaro         | 138 |
| 33                 | GTO | 58 | Coco Lopez Pina Colada        | Mandy Gonzalez Diego Febles Chiqui Soldevilla         | Porsche 934              | 135 |
| 34                 | GTO | 40 | Joe Cotrone                   | Joe Cotrone Emory Donaldson Phil Currin               | Chevrolet Corvette       | 106 |
| Ausgefallen        |     |    |                               |                                                       |                          |     |
| 35                 | GTO | 68 | Porsche Montecarlo            | Luis Mendez Jaime Rodriguez Ernesto Soto              | Porsche Carrera RSR      | 216 |
| 36                 | GTO | 54 | Montura Racing                | Tony Garcia Albert Naon Terry Herman                  | Porsche Carrera RSR      | 187 |
| 37                 | GTO | 46 | de Narváez Enterprises        | Mauricio de Narváez Ricardo Londoño                   | Porsche Carrera RSR      | 177 |
| 38                 | GTX | 30 | Electrodyne Moretti           | Giampiero Moretti Giorgio Pianta Renzo Zorzi          | Porsche 935J             | 176 |
| 39                 | GTU | 24 | DiLella Racing                | Vince DiLella Manuel Cueto                            | Porsche 914/6            | 172 |
| 40                 | GTX | 80 | All Canadian Peerless         | Maurice Carter Craig Carter Murray Edwards            | Chevrolet Camaro         | 167 |
| 41                 | GTU | 08 | Moran Construction            | Ray Ratcliff Marion Speer Terry Wolters               | Porsche 911              | 161 |
| 42                 | GTO | 51 | Kirby-Hitchcock Racing        | Robert Kirby Freddy Baker Michael Sherwin             | Porsche Carrera RSR      | 153 |
| 43                 | GTO | 88 | Herb Adams V.S.E.             | Herb Adams Jerry Thompson                             | Pontiac Fire-Am          | 146 |
| 44                 | GTU | 82 | Trinity Racing                | John Casey Steve Dietrich Lee Mueller                 | Mazda RX-7               | 123 |
| 45                 | GTU | 73 | Z & W Enterprises             | Pierre Honegger Mark Hutchins Walt Bohren             | Mazda RX-7               | 118 |
| 46                 | GTO | 06 | Fassler-Mullen Racing         | Jim Mullen Paul Fassler Craig Siebert                 | Porsche Carrera          | 108 |
| 47                 | GTO | 21 | Oftedahl Trucking             | Bob Young Bob Lazier                                  | Chevrolet Camaro         | 101 |
| 48                 | GTX | 3  | Jim Busby Industries          | Jim Busby Bruce Jenner Rick Knoop                     | March-BMW M1             | 100 |
| 49                 | GTX | 55 | Condor Racing                 | Ralph Kent-Cooke Lyn St. James                        | Porsche 935              | 87  |
| 50                 | GTU | 70 | Chris Doyle                   | Chris Doyle Charles Guest Mike Meyer                  | Mazda RX-7               | 87  |
| 51                 | GTX | 7  | Caribbean AMC Jeep            | Lou Statzer Amos Johnson Dennis Shaw                  | AMC Spirit               | 84  |
| 52                 | GTO | 32 | Scorpio Racing                | Enrique Molins Carlos Pineda Eduardo Barrientos       | Porsche Carrera RSR      | 80  |
| 53                 | GTO | 10 | Oftedahl Trucking             | Dave Heinz Bob Nagel                                  | Chevrolet Camaro         | 74  |
| 54                 | GTO | 38 | Boricua Racing                | Bonky Fernandez Tato Ferrer Ulrich Lange              | Porsche Carrera RSR      | 73  |
| 55                 | GTU | 23 | Metalcraft Racing             | Bob Zulkowski Dennis Brisken Gary Nylander            | Porsche 914/6            | 73  |
| 56                 | GTU | 71 | Bruce Jennings                | Bruce Jennings Bill Bean Tom Ashby                    | Porsche 911              | 69  |
| 57                 | GTO | 83 | David Deacon                  | David Deacon Peter Moennick                           | Porsche Carrera          | 63  |
| 58                 | GTO | 15 | Bavarian Motors International | Alf Gebhardt Bruno Beilcke                            | BMW CSL                  | 63  |
| 59                 | GTO | 14 | George Garcia                 | George Garcia Vic Shinn Daniel Vilarchao              | Chevrolet Corvette       | 63  |
| 60                 | GTX | 4  | Dick Barbour Racing           | Buzz Marcus Bob Harmon Marty Hinze                    | Porsche 935              | 52  |
| 61                 | GTX | 13 | Andial Racing                 | Randolph Townsend John Morton Howard Meister          | Porsche 935              | 52  |
| 62                 | GTU | 35 | Janis Taylor                  | Del Russo Taylor Janis Taylor Dave Cavenaugh          | Alfa Romeo Alfetta       | 51  |
| 63                 | GTX | 50 | Shulnburg Scrap Metal         | Robert Shulnburg Michael Keyser Tim Morgan            | Chevrolet Corvette       | 49  |
| 64                 | GTX | 5  | Mendez Woods Akin             | Charles Mendez Brian Redman Paul Miller               | Porsche 935K3            | 49  |
| 65                 | GTO | 41 | Jones Industries Racing       | Herb Jones Steve Faul Kent Combs                      | Buick Skylark            | 43  |
| 66                 | GTU | 66 | George Shafer                 | George Shafer Craig Shafer Al Crookston               | Datsun 240Z              | 37  |
| 67                 | GTO | 89 | Hector Huerta Racing          | Ernesto Soto Luis Rodriguez Delfino                   | Porsche Carrera          | 35  |
| 68                 | GTX | 02 | T & R Racing                  | Tico Almeida Rene Rodriguez Gabriel Riano             | Chevrolet Corvette       | 33  |
| 69                 | GTO | 65 | Jeff Loving                   | Ralph Noseda Jeff Loving Richard Small                | Chevrolet Camaro         | 28  |
| 70                 | GTO | 48 | Dynasales                     | John Carusso                                          | Chevrolet Corvette       | 28  |
| 71                 | GTO | 12 | Performance Marine            | Ford Smith Bruce Jernigan Jimmy Tumbleston            | Chevrolet Camaro         | 28  |
| 72                 | GTU | 8  | A. I. Honda                   | Anatoly Arutunoff José Marina                         | Lancia Stratos           | 23  |
| 73                 | GTU | 85 | John Hulen                    | John Hulen Ron Coupland                               | Porsche 914/6            | 20  |
| 74                 | GTO | 17 | Tim Chitwood                  | Tim Chitwood Sam Fillingham Vince Gimondo             | Chevrolet Nova           | 19  |
| 75                 | GTO | 28 | Hamilton House Racing         | Robert Overby Joseph Hamilton Herb Forrest            | Porsche 911              | 12  |
| 76                 | GTU | 74 | Z & W Enterprises             | Carlos Ramirez Neale Messina Chester Vincentz         | Mazda RX-7               | 8   |
| 77                 | GTO | 61 | Tim Morgan                    | Vince Muzzin Marcus Opie Tim Evans                    | Chevrolet Corvette       | 5   |
| 78                 | GTX | 62 | Tom’s Dome Kegel Enterprises  | Nobuhide Tachi Bill Koll Tim Sharp                    | Dome Toyota Celica Turbo | 4   |
| 79                 | GTU | 36 | Case Racing                   | Dave Panaccione Ron Case Jack Rynerson                | Porsche 911              | 4   |
| Nicht gestartet    |     |    |                               |                                                       |                          |     |
| 80                 | GTO | 47 | Dennis Mikell                 | Terry Keller Bob Gray Scott Chapman                   | Chevrolet Corvette       | 1   |
| 81                 | GTX | 53 | Bruce Leven                   | Bruce Leven Hurley Haywood                            | Porsche 935              | 2   |
| 83                 | GTU | 67 | Manuel Quintana Racing        | Manuel Quintana Fernando Garcia                       | Porsche 911              | 3   |
| Nicht qualifiziert |     |    |                               |                                                       |                          |     |
| 84                 | GTU | 39 | John Ellerman                 | Jack Ellerman Diego Londoño                           | BMW 2002                 | 4   |
| 85                 | GTU | 45 | Magic Engineering             | Mark Trumbull Peter Flanagan                          | Datsun 510               | 5   |

1 Motorschaden im Training
2 Ersatzwagen
3 tödlicher Unfall von Quintana im Training
4 nicht qualifiziert
5 nicht qualifiziert

### Nur in der Meldeliste
Hier finden sich Teams, Fahrer und Fahrzeuge, die ursprünglich für das Rennen gemeldet waren, aber aus den unterschiedlichsten Gründen daran nicht teilnahmen.
| Pos. | Klasse | Nr. | Team                    | Fahrer                                       | Chassis            |
| ---- | ------ | --- | ----------------------- | -------------------------------------------- | ------------------ |
| 86   | GTX    | 00  | Interscope Racing       | Danny Ongais Ted Field                       | Porsche 935/77A    |
| 87   | GTU    | 01  | Midwest BMW Service     | David Redszus Leo Franchi Merv Rosen         | BMW 2002           |
| 88   | GTU    | 11  | Louis Bocskai           | Louis Bocskai Tony Ansley Nick Bodoki        | Datsun 240Z        |
| 89   | GTO    | 16  | Budweiser Racing Team   | Javier Garcia Luis Sereix Tom Sheehy         | Chevrolet Corvette |
| 90   | GTX    | 18  | JLP Racing              | John Paul Al Holbert                         | Porsche 935 JLP-2  |
| 91   | GTO    | 19  | Cliff Gottlob           | Cliff Gottlob                                | Chevrolet Corvette |
| 92   | GTO    | 20  | Rock 'n Roll T-Shirts   | Stephen Bond                                 | Chevrolet Monza    |
| 93   | GTO    | 26  | BTS Racing              | Alejandro Cortes Eugenio Matienzo            | Ford Mustang       |
| 94   | GTU    | 52  | Snowmobile Racing       | Fred Snow Tom Cripe                          | Porsche 911        |
| 95   | GTX    | 63  | Guy Thomas Motor Racing | Guy Thomas Hugh Davenport                    | Chevrolet Camaro   |
| 96   | GTO    | 64  | Ego Racing              | Earle Moffitt George Jones C. C. Canada      | Chevrolet Corvette |
| 97   | GTO    | 75  | Show Cars of Florida    | Dale Kreider Billy Hagan Terry Labonte       | Chevrolet Corvette |
| 98   | GTU    | 76  | Al Cosentino            | Al Cosentino Bob Speakman                    | Mazda RX-7         |
| 99   | GTO    | 91  | B. R. Racing Team       | Mark Leuzinger Mike Van der Werff            | De Tomaso Pantera  |
| 100  | GTX    | 94  | Whittington Bros.       | Dale Whittington David Hobbs                 | Porsche 935/79     |
| 101  | GTO    | 97  | Charles Gano            | Charles Gano Lawrence Pleasants Nort Northam | Chevrolet Corvette |

### Klassensieger
| Klasse | Fahrer           | Fahrer       | Fahrer         | Fahrzeug      | Platzierung im Gesamtklassement |
| ------ | ---------------- | ------------ | -------------- | ------------- | ------------------------------- |
| GTX    | John Fitzpatrick | Dick Barbour |                | Porsche 935K3 | Gesamtsieg                      |
| GTO    | Bob Tullius      | Bill Adam    |                | Triumph TR8   | Rang 6                          |
| GTU    | Roger Mandeville | Jim Downing  | Brad Frisselle | Mazda RX-7    | Rang 9                          |

### Renndaten
- Gemeldet: 101
- Gestartet: 79
- Gewertet: 34
- Rennklassen: 3
- Zuschauer: 50000
- Wetter am Renntag: warm und trocken
- Streckenlänge: 8,369 km
- Fahrzeit des Siegerteams: 12:00:44,771 Stunden
- Gesamtrunden des Siegerteams: 253
- Gesamtdistanz des Siegerteams: 2117,253 km
- Siegerschnitt: 176,255 km/h
- Pole Position: John Fitzpatrick – Porsche 935K3 (#6) – 2:34,053 – 195,563 km/h
- Schnellste Rennrunde: Bill Whittington – Porsche 935K3 (#93) – 2:31,014 – 199,497 km/h
- Rennserie: 3. Lauf zur Sportwagen-Weltmeisterschaft 1980
- Rennserie: 2. Lauf zur IMSA-GT-Serie 1980